# Piskesvampe
Piskesvampe (Chytridiomycota): producerer bevægelige, nøgne celler, zoosporer. De har en endestillet piskesvingstråd. Svampene er udviklet i vand, hvor de fleste arter også findes. De landlevende er afhængige af vand i jorden, hvor de bl.a. kan forårsage sygdom hos kål (Olpidium brasseicae) og kartofler (Synchytrium endobioticum, kartoffelbrok) via infektion af rødder og rodknolde. Piskesvampe er også vigtige mikroorganismer i vommen hos drøvtyggere.

## Klassifikation
Række: Chytridiomycota
- Slægt: Coenomyces
- Klasse: Chytridiomycetes
  - Orden: Chytridiales (Eks. Synchytrium endobioticum)
  - Orden: Blastocladiales
  - Orden: Monoblepharidales
  - Orden: Spizellomycetales (Eks. Olpidium brasseicae)
  - Orden: Neocallimastigales